# Rhyacophila ligifera
Rhyacophila ligifera är en nattsländeart som beskrevs av Douglas E. Kimmins 1953. Rhyacophila ligifera ingår i släktet Rhyacophila och familjen rovnattsländor. Inga underarter finns listade i Catalogue of Life.